# Дзеневредо
Дзеневре́до (итал. Zenevredo) — коммуна в Италии, находится в регионе Ломбардия, в провинции Павия.
Население составляет 489 человек (2008), плотность населения составляет 91 чел./км². Занимает площадь 5 км². Почтовый индекс — 27049. Телефонный код — 0385.
Покровителем коммуны почитается святой Викентий Сарагосский, празднование 22 января. 

## Демография
Динамика населения:

## Администрация коммуны
- Официальный сайт: